# Георгий (Шаламберидзе)
Митрополит Георгий (в миру Гурий Корпилович Шаламберидзе, груз. გური კორფილეს ძე შალამბერიძე; 25 февраля 1940, деревня Персати, Маяковский район, Грузинская ССР) — епископ Грузинской православной церкви, митрополит Ткибульский и Терджельский.

## Биография
В 1963 году поступил в Ленинградскую духовную семинарию, по окончании которой в 1967 году принят в Ленинградскую духовную академию. Окончил последнюю в 1971 году со степенью кандидата богословия, написав курсовую работу на тему «Перевод Библии на грузинский язык».
23 ноября 1971 года Патриархом Ефремом II рукоположён в сан священника и назначен преподавателем Мцхетской духовной семинарии. 
16 марта 1978 года назначен ректором семинарии и помощником настоятеля собора Светитсковели.
С января 1988 по октябрь 1980 был настоятелем Сионского кафедрального собора в сане протопресвитера.
14 октября 1988 года рукоположен во епископа Чкондидского.
В 1994 году был возведен в достоинство архиепископа, а в 2000 году — митрополита.
Затем, 21 декабря 2006 года переведен на Ткибульскую кафедру.